# Campionato italiano maschile di pallanuoto 1932
Il campionato italiano 1932 è stata la 16ª edizione della massima serie, ed allora unica, del campionato italiano maschile di pallanuoto.
La competizione si svolgeva in concomitanza con le Coppe Federali di Nuoto. Le società iscrittesi alla Categoria A della Coppa Federale erano obbligate a iscriversi anche al campionato di pallanuoto. Per disincentivare i ritiri delle squadre dal campionato di pallanuoto, la FIN aumentò considerevolmente la sanzione pecuniaria prevista per le squadre che dichiaravano forfait.
Il campionato cominciò il 5 giugno 1932. Le quattordici squadre iscrittesi furono ripartite in quattro gironi. La vittoria valeva due punti, il pareggio uno e la sconfitta zero. A parità di punti in classifica vigeva il quoziente reti. Le sei squadre rimaste in gara disputarono le finali a Milano Lido, il 20 e il 21 agosto 1932. A prevalere fu il Milano.

## Fase a gironi
| Girone A                                 | Girone B                         | Girone C                                                   | Girone D                        |
| ---------------------------------------- | -------------------------------- | ---------------------------------------------------------- | ------------------------------- |
| - Mameli - Milano - Albarese - Florentia | - Bologna - Triestina - Libertas | - T.C. Milano - Camogli - S.G. Triestina - Ardita Juventus | - Napoli - Andrea Doria - Lazio |

### Primo girone
| andata      | 1ª giornata        | ritorno      |
| 5 giu. 1932 |                    | 26 giu. 1932 |
| 2-4         | Albarese-Florentia | 0-5          |
| 1-1         | Milano-Mameli      | 0-0          |

| andata       | 2ª giornata      | ritorno     |
| 12 giu. 1932 |                  | 3 lug. 1932 |
| 1-0          | Mameli-Albarese  | 4-0         |
| 2-1          | Milano-Florentia | 0-3         |

| andata       | 3ª giornata      | ritorno      |
| 19 giu. 1932 |                  | 10 lug. 1932 |
| 0-2          | Albarese-Milano  | 1-9          |
| 4-2          | Mameli-Florentia | 1-3          |

| Pos. | Squadra       | Pt | G | V | N | P | GF | GS |
| ---- | ------------- | -- | - | - | - | - | -- | -- |
| 1.   | Milano        | 8  | 6 | 3 | 2 | 1 | 14 | 6  |
| 2.   | Florentia     | 8  | 6 | 4 | 0 | 2 | 18 | 9  |
| 3.   | Mameli        | 8  | 6 | 3 | 2 | 1 | 11 | 6  |
| 4.   | S.S. Albarese | 0  | 6 | 0 | 0 | 6 | 3  | 25 |

Verdetti
- Milano qualificata direttamente alle finali.
- Florentia qualificata al girone di qualificazione alle finali.

### Secondo girone
| andata      | 1ª giornata        | ritorno      |
| 5 giu. 1932 |                    | 26 giu. 1932 |
| 7-1         | Triestina-Libertas | 1-2          |
|             | Riposa: Bologna    |              |

| andata       | 2ª giornata       | ritorno     |
| 12 giu. 1932 |                   | 3 lug. 1932 |
| 0-1          | Bologna-Libertas  | 2-3         |
|              | Riposa: Triestina |             |

| andata       | 3ª giornata       | ritorno      |
| 19 giu. 1932 |                   | 10 lug. 1932 |
| 8-1          | Triestina-Bologna | 2-1          |
|              | Riposa: Libertas  |              |

| Pos. | Squadra   | Pt | G | V | N | P | GF | GS |
| ---- | --------- | -- | - | - | - | - | -- | -- |
| 1.   | Triestina | 6  | 4 | 3 | 0 | 1 | 18 | 5  |
| 2.   | Libertas  | 6  | 4 | 3 | 0 | 1 | 7  | 10 |
| 3.   | Bologna   | 0  | 4 | 0 | 0 | 4 | 4  | 14 |

Verdetti
- Triestina qualificata direttamente alle finali.
- Libertas qualificata al girone di qualificazione alle finali.

### Terzo girone
| andata      | 1ª giornata       | ritorno      |
| 5 giu. 1932 |                   | 26 giu. 1932 |
| 4-1         | Camogli-TC Milano | 1-3          |
| 0-0         | Ardita-Triestina  | 0-4          |

| andata       | 2ª giornata          | ritorno     |
| 12 giu. 1932 |                      | 3 lug. 1932 |
| 10-0         | TC Milano-Ardita     | 3-0         |
| 0-2          | SG Triestina-Camogli | 0-7         |

| andata       | 3ª giornata            | ritorno      |
| 19 giu. 1932 |                        | 10 lug. 1932 |
| 3-2          | TC Milano-SG Triestina | 0-2          |
| 5-0          | Camogli-Ardita         | 9-0          |

| Pos. | Squadra         | Pt | G | V | N | P | GF | GS |
| ---- | --------------- | -- | - | - | - | - | -- | -- |
| 1.   | Camogli         | 10 | 6 | 5 | 0 | 1 | 28 | 4  |
| 2.   | T.C. Milano     | 8  | 6 | 4 | 0 | 2 | 20 | 9  |
| 3.   | S.G. Triestina  | 5  | 5 | 2 | 1 | 3 | 8  | 12 |
| 4.   | Ardita Juventus | 1  | 6 | 0 | 1 | 5 | 0  | 31 |

Verdetti
- Camogli qualificato direttamente alle finali.
- T.C. Milano qualificato al girone di qualificazione alle finali.

### Quarto girone
| andata      | 1ª giornata   | ritorno      |
| 5 giu. 1932 |               | 26 giu. 1932 |
| 2-4         | Lazio-Napoli  | 0-9          |
|             | Riposa: Doria |              |

| andata       | 2ª giornata    | ritorno     |
| 12 giu. 1932 |                | 3 lug. 1932 |
| 5-0          | Doria-Lazio    | 6-0         |
|              | Riposa: Napoli |             |

| andata       | 3ª giornata   | ritorno      |
| 19 giu. 1932 |               | 10 lug. 1932 |
| 3-1          | Napoli-Doria  | 1-3          |
|              | Riposa: Lazio |              |

| Pos. | Squadra      | Pt | G | V | N | P | GF | GS |
| ---- | ------------ | -- | - | - | - | - | -- | -- |
| 1.   | Andrea Doria | 6  | 4 | 3 | 0 | 1 | 15 | 4  |
| 2.   | Napoli       | 6  | 4 | 3 | 0 | 1 | 17 | 6  |
| 3.   | Lazio        | 0  | 4 | 0 | 0 | 4 | 2  | 24 |

Verdetti
- Andrea Doria qualificata direttamente alle finali.
- Napoli qualificata al girone di qualificazione alle finali.

### Girone di qualificazione alle finali
Le quattro seconde classificate disputarono un girone di qualificazione che metteva in palio due posti in finale. Si affrontarono in campo neutro, nella piscina di Acqui, il 14 agosto 1932.
Risultati:
- Florentia-Libertas 5-0.
- Napoli-T.C. Milano 4-0.
- Florentia-Napoli 1-1.
- Libertas-Napoli 2-1.

| Pos. | Squadra            | Pt | G | V | N | P | GF | GS |
| ---- | ------------------ | -- | - | - | - | - | -- | -- |
| 1.   | Florentia          | 5  | 3 | 2 | 1 | 0 |    |    |
| 2.   | Libertas           | 4  | 3 | 2 | 0 | 1 |    |    |
| 3.   | Napoli             | 3  | 3 | 1 | 1 | 1 | 6  | 3  |
| 4.   | Tennis Club Milano | 0  | 3 | 0 | 0 | 3 |    |    |

Verdetti
- Florentia e Libertas qualificate alle finali.

## Finali

### Risultati
| Milano 20 agosto 1932, ore 10 | Milano | 3 – 2 referto | Florentia |  |

| Milano 20 agosto 1932, ore 10,45 | Triestina | 4 – 3 (d.t.s.) referto | Libertas Sestri Ponente |  |

| Milano 20 agosto 1932, ore 11,30 | Camogli | 0 – 5 referto | Andrea Doria |  |

| Milano 20 agosto 1932, ore 16 | Milano | 3 – 1 referto | Triestina |  |

| Milano 20 agosto 1932, ore 16,45 | Camogli | 2 – 4 referto | Florentia |  |

| Milano 20 agosto 1932, ore 17,30 | Andrea Doria | 1 – 0 referto | Libertas Sestri Ponente |  |

| Milano 20 agosto 1932, ore 21,30 | Triestina | 2 – 3 referto | Camogli |  |

| Milano 20 agosto 1932, ore 22,15 | Milano | 4 – 0 referto | Libertas Sestri Ponente |  |

| Milano 20 agosto 1932, ore 23 | Andrea Doria | 1 – 3 referto | Florentia |  |

| Milano 21 agosto 1932, ore 16 | Milano | 1 – 0 referto | Camogli |  |

| Milano 21 agosto 1932, ore 16,45 | Triestina | 2 – 0 (squalifica) referto | Andrea Doria |  |

| Milano 21 agosto 1932, ore 17,30 | Florentia | 2 – 0 referto | Libertas Sestri Ponente |  |

| Milano 21 agosto 1932, ore 21,30 | Milano | 3 – 1 referto | Andrea Doria |  |

| Milano 21 agosto 1932, ore 22,15 | Florentia | 4 – 3 referto | Triestina |  |

| Milano 21 agosto 1932, ore 23 | Camogli | 2 – 1 referto | Libertas Sestri Ponente |  |

### Classifica
|  |    | Classifica finale 1932 | Pt | G | V | N | P | GF | GS | DR |
|  | -- | ---------------------- | -- | - | - | - | - | -- | -- | -- |
|  | 1. | Milano                 | 10 | 5 | 5 | 0 | 0 | 13 | 4  | +9 |
|  | 2. | Florentia              | 8  | 5 | 4 | 0 | 1 | 15 | 9  | +6 |
|  | 3. | Triestina              | 4  | 5 | 2 | 0 | 3 | 12 | 12 | 0  |
|  | 4. | Andrea Doria           | 4  | 5 | 2 | 0 | 3 | 8  | 8  | 0  |
|  | 5. | Camogli                | 4  | 5 | 2 | 0 | 3 | 7  | 13 | 0  |
|  | 6. | Libertas Sestri        | 0  | 5 | 0 | 0 | 5 | 4  | 3  | -1 |

## Verdetti
- Milano Campione d'Italia 1932